# Parafia św. Jana Chrzciciela w Kobylance
Parafia św. Jana Chrzciciela i Sanktuarium Pana Jezusa Ukrzyżowanego w Kobylance – parafia rzymskokatolicka znajdująca się w diecezji rzeszowskiej w dekanacie Gorlice. Erygowana w II połowie XIV wieku. Mieści się pod numerem 223. Parafię prowadzą księża Saletyni.

## Historia
Pierwsze wzmianki o wsi pojawiają się w dokumentach w połowie XIV w., jednakże dopiero w XVI w. Kobylanka funkcjonuje jako odrębna parafia. Właściciel wsi hrabia Jan Wielopolski, m.in. starosta biecki, poseł na Sejm, kasztelan wojnicki i Piaskowej Skały w latach 1680–1681 w czasie posłowania do Wiednia i Rzymu na audiencji u papieża Innocentego XI otrzymał obraz Jezusa Ukrzyżowanego. Po powrocie do Polski umieścił go w swojej posiadłości w pałacowej kaplicy, by w święto Zesłania Ducha Świętego w 1682 roku uroczyście przenieść go do kościoła parafialnego. Ludzie modlący się przy obrazie doznawali wielu niezwykłych łask, w rezultacie których bardzo szybko rozwinął się kult Pana Jezusa Kobylańskiego, który zwrócił uwagę krakowskiej Kurii Biskupiej. Po zapoznaniu się z dokumentami specjalnie powołanej do tego celu Komisji bp Konstanty Felicjan Szaniawski listem pasterskim z 1728 roku ogłosił Obraz Pana Jezusa w Kobylance za słynący łaskami a kościół podniósł do rangi sanktuarium. Pierwszy wybudowany z drzewa kościół był usytuowany w pobliskich Dominikowicach, jednakże z chwilą powołania do życia parafii Kobylanka parafia Dominikowie zniknęła z wykazów. Obecny kościół Sanktuarium ufundowany przez Jana Wielopolskiego (wnuka wspomnianego wcześniej Jana Wielopolskiego) jest drugim z kolei w parafii Kobylanka. Budowano go w latach 1720–1750 a konsekracji, wybudowanej w stylu późnego baroku świątyni, dokonał 11 października 1750 roku sufragan krakowski bp Michał Ignacy Kunicki. W latach 1750–1777 kościół został otoczony murem z umieszczonymi weń stacjami Drogi Krzyżowej, konfesjonałami, kaplicą Matki Bożej Bolesnej i dzwonnicą. W roku 1930 opieka nad Sanktuarium została powierzona Zgromadzeniu Księży Misjonarzy Saletynów przez biskupa tarnowskiego Leona Wałęgę. Licznymi znakami wciąż bardzo żywego kultu Kobylańskiego Jezusa Ukrzyżowanego, są istniejące na Podkarpaciu kopie tego Obrazu pochodzące z XVIII i XIX w. usytuowane w kościołach, przydrożnych kapliczkach, jak również w prywatnych domach i muzeach. O atrakcyjności tego miejsca kultu wśród wiernych świadczy również duża liczba pielgrzymek, wycieczek oraz wielkie rzesze wiernych w trakcie odpustów i innych świąt kościelnych. W ponad 325 letnich dziejach Sanktuarium przybywały tu pielgrzymki z dzisiejszej Słowacji, podczas zaborów pielgrzymowali tu mieszkańcy Krakowa. Liczne wota świadczą o otrzymanych łaskach i nawiedzających to miejsce pielgrzymach. Obecnie w Sanktuarium wciąż posługują Misjonarze Matki Bożej z La Salette.

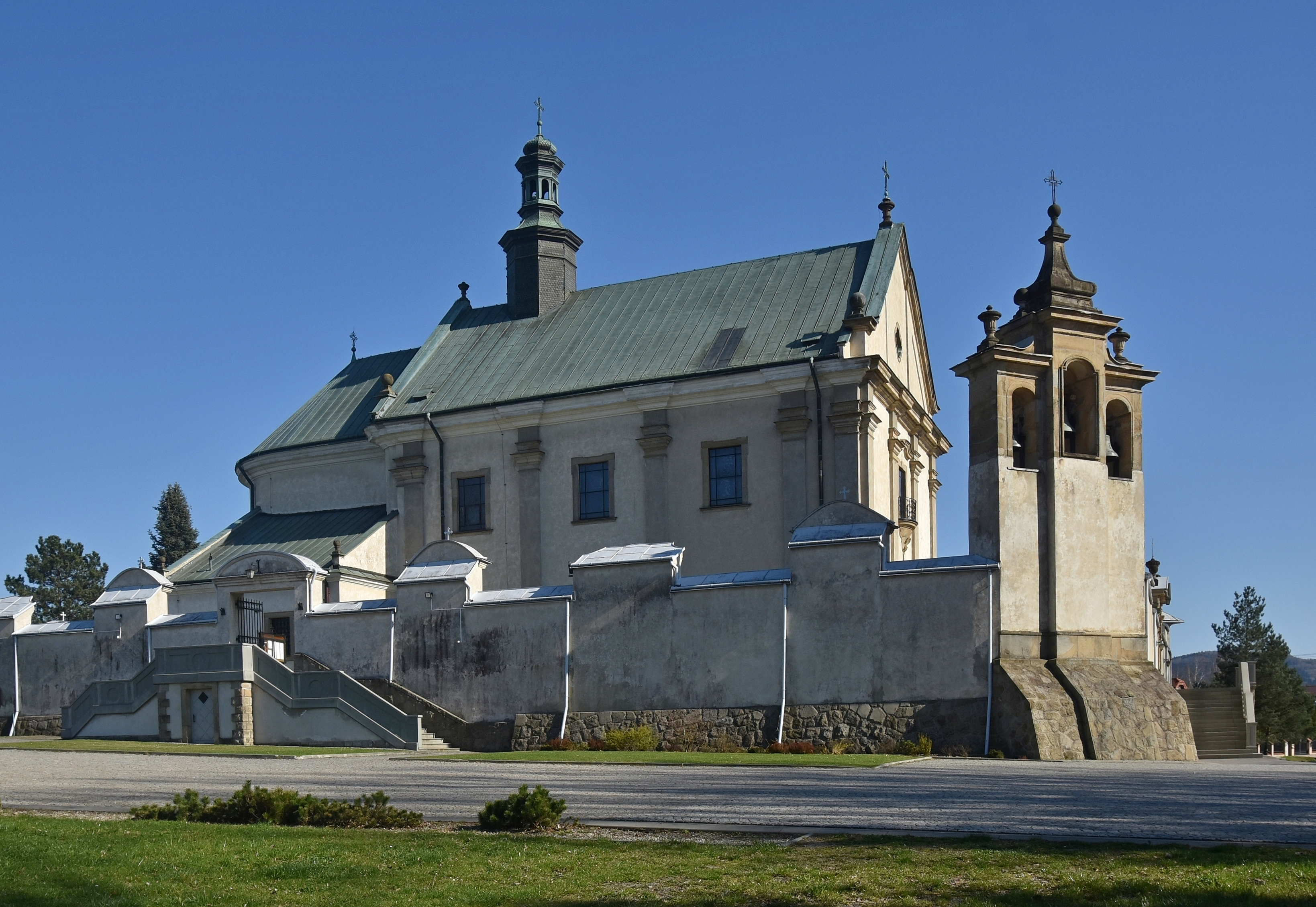
Elewacja północna
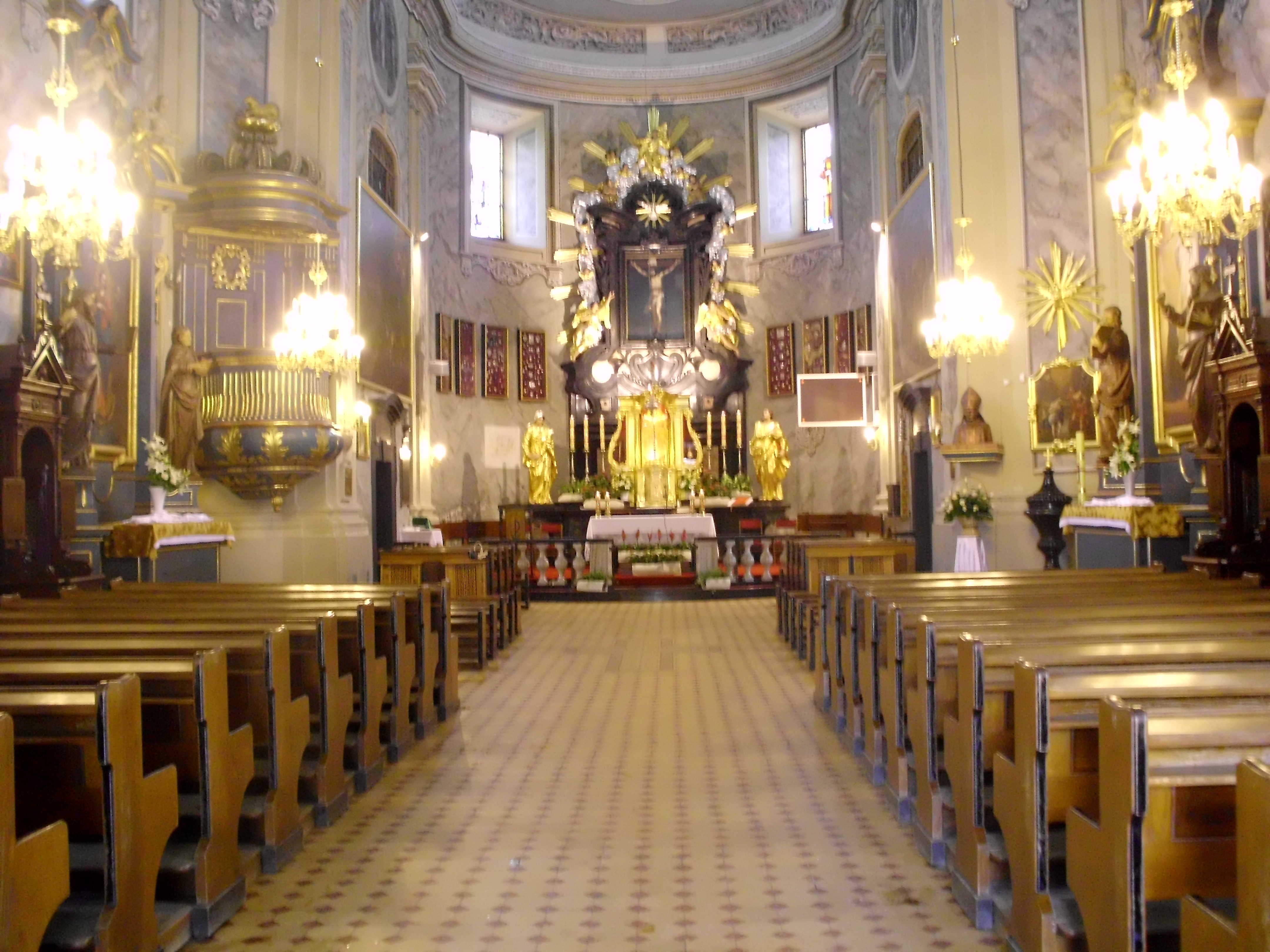
Wnętrze
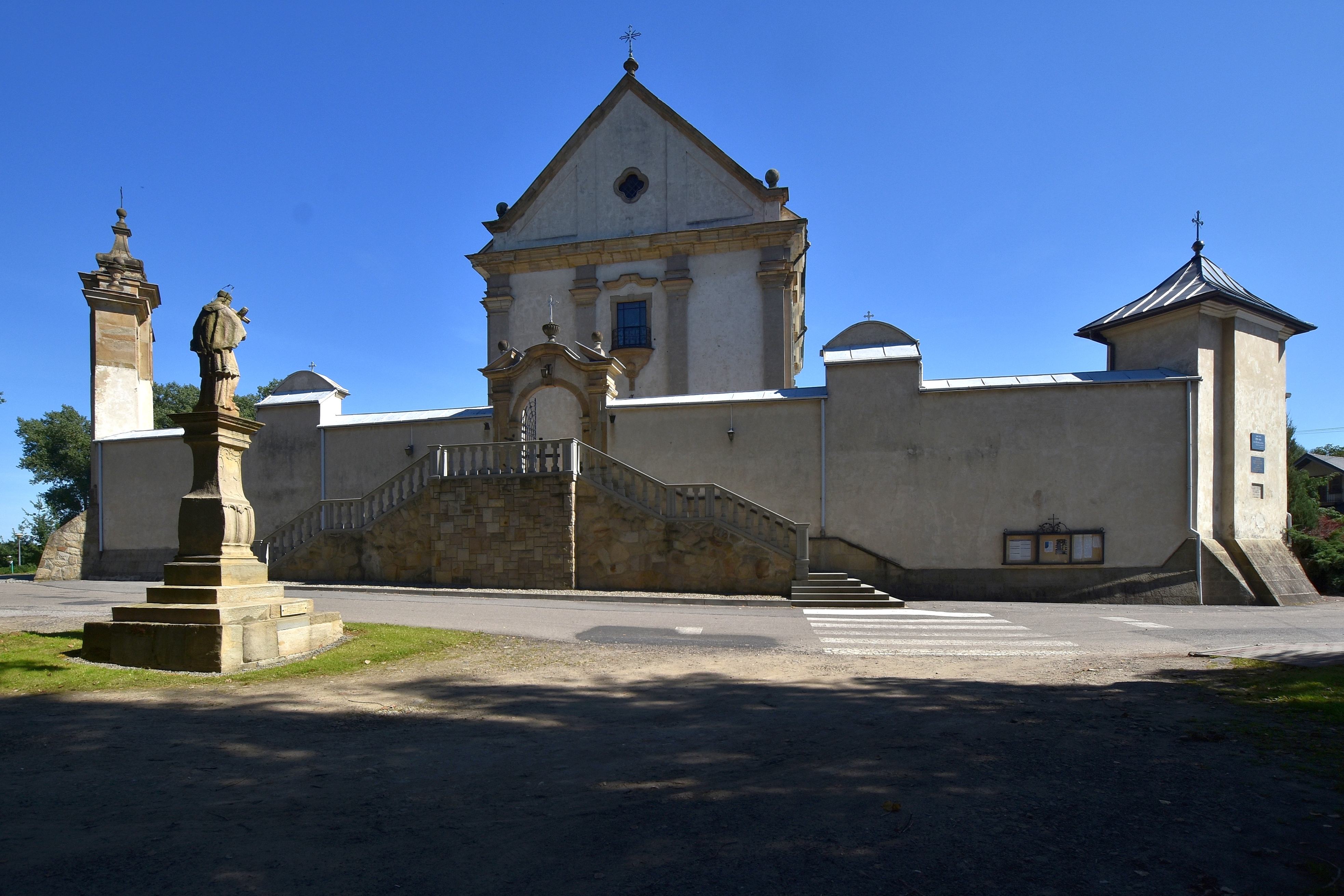
Elewacja boczna

## Przynależność diecezjalna
Parafia w Kobylance od początku swego istnienia należała do diecezji krakowskiej aż do czasu utworzenia diecezji tarnowskiej w 1785 roku. Po późniejszej likwidacji diecezji tarnowskiej w roku 1805 Kobylanka została przeniesiona do diecezji przemyskiej, do której to parafia należała aż do 1925 roku, kiedy to na powrót znalazła się w reaktywowanej wcześniej diecezji tarnowskiej. Obecnie, parafia Kobylanka znajduje się w granicach powstałej w 1992 roku diecezji rzeszowskiej.

## Kościoły i kaplice należące do parafii
Kobylanka
- kościół parafialny św. Jana Chrzciciela (Sanktuarium Pana Jezusa Ukrzyżowanego)
- kaplica zakonna pw. MB Saletyńskiej
- kaplica cmentarna

Dominikowice
- kaplica filialna im. Jana Pawła II

## Zasięg terytorialny
Kobylanka, Dominikowice, część Gorlic – (ul. Zielona i ul. Zakole).

## Domy zakonne na terenie parafii
- Postulat Księży Misjonarzy Saletynów

Dominikowice 548, 38-303 Kobylanka
- Księża Misjonarze Saletyni

Kobylanka 223, 38-303 Kobylanka

## Wspólnoty
- Schola dziecięca
- Duszpasterstwo Młodzieży
- Liturgiczna Służba Ołtarza
- Rada parafialna
- Chór parafialny Arka
- Kręgi Rodzin
- Róże Różańcowe

## Inne
W swej pracy duszpasterskiej w kobylańskiej parafii Saletyni łączą ze sobą dwa kulty: pasyjny do Pana Jezusa Ukrzyżowanego oraz maryjny do Matki Bożej Saletyńskiej. Księża oprócz opieki duszpasterskiej troszczą się również o stan materialny obiektów sakralnych, czego wynikiem jest wielokrotnie odnawiana w latach 1951–1994 barokowa świątynia oraz prowadzone prace renowacyjne i konserwatorskie wewnątrz i na zewnątrz kościoła. W ostatnich latach w sanktuarium odnowiono starą, z 1869 roku, zabytkową polichromię oraz położono nową wewnątrz świątyni, odnowiono główny ołtarz, zabezpieczono strop oraz wybudowano nową plebanię. W pobliskich Dominikowicach natomiast wybudowano filialną kaplicę imienia Jana Pawła II. Parafia posiada własny cmentarz o powierzchni około 2 ha oraz wydaje własną gazetę parafialną: Krzyż Kobylański.